# Pont Wilson (Lyon)
Pour les articles homonymes, voir Wilson et Pont Wilson.
Le pont Wilson enjambe le Rhône à Lyon.

## Origine du nom
Il porte le nom de Woodrow Wilson (1856-1924), 28e président des États-Unis et acteur important de la Première Guerre mondiale, en tant qu'allié de la France. Ce nom est attribué au pont le 24 juin 1918 (délibération municipale).

## Historique

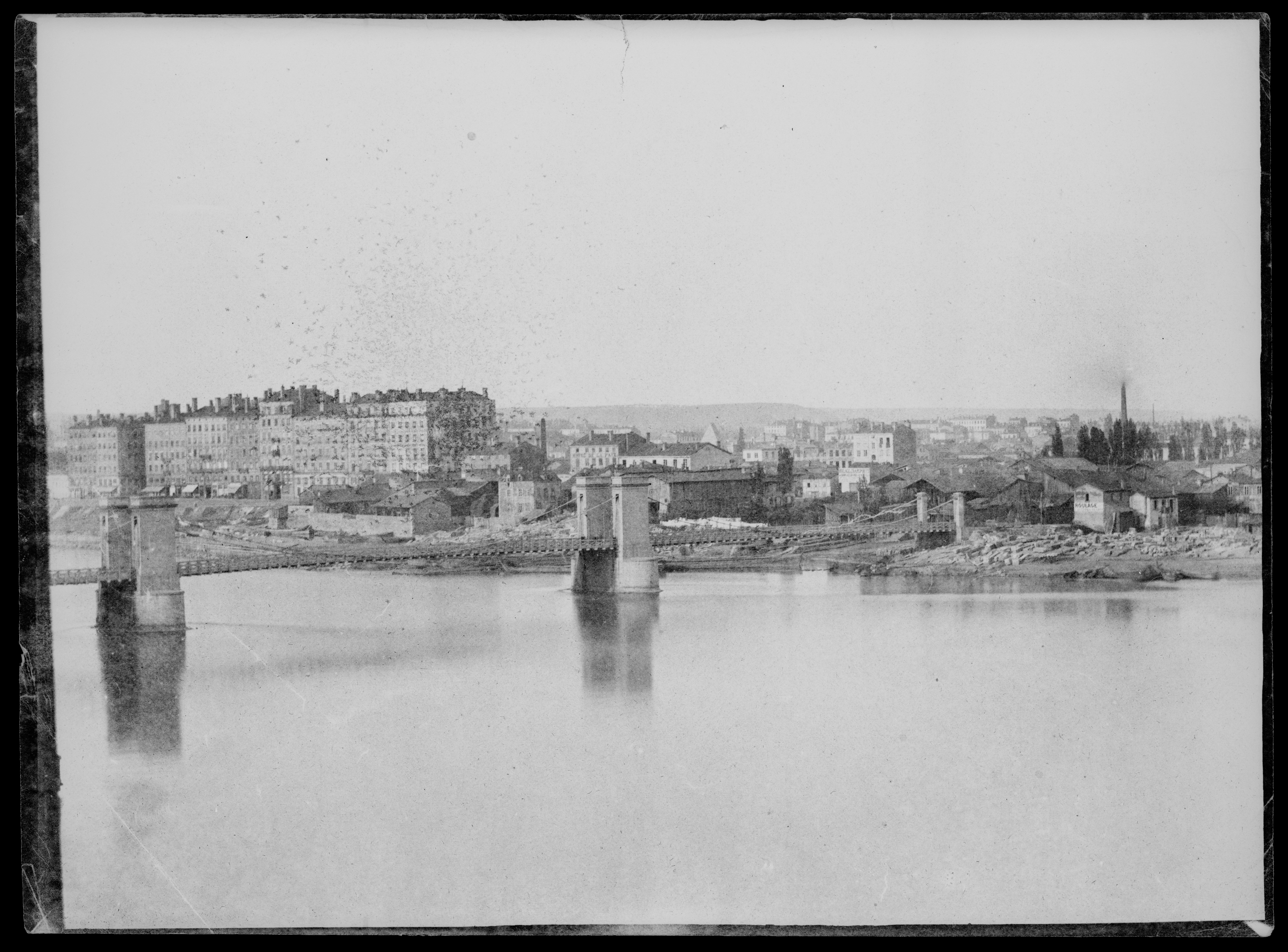
L'ancien pont Wilson, en 1857, photographié depuis l'Hôtel-Dieu par René Félix Baumers.

Un premier pont, le pont de l'Hôtel-Dieu ou de l'Hôpital fut construit en 1837-1839 par l'entrepreneur Clauzel, pour le compte de la compagnie des ponts du Rhône. Ce pont suspendu, d'une longueur de 210 m, repose sur des piles en béton massif, protégé par un enrochement.
En 1887, l'état du pont est jugé alarmant et il est finalement démoli en 1912. Il est remplacé par un pont en bois provisoire, puis par le pont Wilson inauguré le 14 juillet 1918. Le nouveau pont est beaucoup plus large que l'ancien (20 m contre 7 auparavant) ; les trottoirs passent ainsi de 1,10 m à 4,50 m. Il est à l'époque d'une structure révolutionnaire puisque doté d'un tablier en béton armé reposant sur des piles en maçonneries en pierre de la Villette. Le pont est endommagé en septembre 1944 et il rouvre définitivement en 1948.